# 星野璃里
星野璃里（日语：／ Hoshino Riri，1999年8月18日—），日本寫真偶像、前年少偶像。
於山梨县出身。所屬事務所為Radius Entertainment（ラディウスエンターテイメント）。

## 生平
2014年5月20日，星野璃里推出了自己首部寫真DVD《草莓的放學後》（ストロベリーな放課後）。7月25日，她第二部寫真DVD《放學後的你》（放課後のキミ）公開，她其後表示自己在此作中印象最深刻的服裝就是啦啦隊服。9月19日，她跟沖田彩花、東海林藍、河合玲奈共演的非戲院首映電影《青春狂想曲 心跳不已Water Girl 4》（青春ラプソディ。 ときめきウォーターガール4）開售，星野於當中飾演跟自己性格相反的角色。9月20日，她推出了寫真DVD《星之國美人魚》（ほしの国のマーメイド）。11月28日，她在沖繩拍攝的寫真DVD《小公主》（プチプリンセス）開售，星野在當中部分場景中特地扮演成《魔法少女小圓》的角色。
2015年1月13日，星野推出自己首部寫真集《幼艷》（～幼艶～ようえん）。1月20日，她以身穿各種泳裝的姿態演出的寫真DVD《少女的March》（乙女のマーチ）公開。3月25日，她的初中畢業紀念寫真DVD《畢業-Thank you for all-》（卒業-Thank you for all-）公開。6月14日，她跟其他寫真偶像一起出席《心跳不已Water Girl 4 印象編 WATER GIRLS－FOREVER－》（ウォーターガール４・イメージ編　WATER GIRLS－FOREVER－）的發售紀念活動。

## 人物
她喜欢穿着時裝和跟狗隻散步，擅長毛筆書法、彈鋼琴、空手道。她在出道時表示，自己想於日後成為模特兒或演員。她在初三時說道，自己想在升上高中後加入運動類的社團。